# Дебёсский район
Дебёсский район (удм. Дэбес ёрос) — административно-территориальная единица и упразднённое муниципальное образование (муниципальный район) в Удмуртской Республике Российской Федерации.
Располагается в восточной части республики. Административный центр — село Дебёсы.
Законом Удмуртской Республики от 30.04.2021 № 40-РЗ к 23 мая 2021 года район и входившие в его состав сельские поселения преобразованы в муниципальный округ (слово район в официальном названии сохранено).

## Географическое положение
Район расположен в восточной части республики и граничит с Кезским районом на севере, Игринским районом на западе, Шарканским районом на юге и Пермским краем на востоке. По центру района с востока на запад протекает река Чепца — крупнейшая река севера Удмуртии. Северная часть района расположена на Верхнекамской возвышенности, а южная — на Тыловайской возвышенности. По территории района, помимо Чепцы, протекают её притоки — Ита, Пыхта, Медло, Ил, Ирымка и многие другие.
Лесистость района 36,4 %, при средней по Удмуртии — 46,8 %.

## История
Район образован 15 июля 1929 года из 20 сельсоветов Дебёсской и Поломской волостей Глазовского уезда и Тыловайской волости Ижевского уезда.
В 1935 году из состава района выделен вновь образованный Тыловайский район. 1 июня 1937 года из Дебёсского района в Игринский были переданы Русско-Лозинский и Чутырский с/с. В 1956 году в связи с упразднением Зуринского и Тыловайского районов, в его состав были переданы часть их сельсоветов. С 1962 по 1965 годы район был временно упразднён и его сельсоветы входили в состав Кезского сельского района.
В результате муниципальной реформы с 1 января 2006 года наделён статусом муниципального района.

## Население
| 1959    | 1970    | 1979    | 1989    | 2002    | 2009    | 2010    | 2011    | 2012    |
| ------- | ------- | ------- | ------- | ------- | ------- | ------- | ------- | ------- |
| 21 336  | ↘17 865 | ↘15 029 | ↘13 981 | ↗14 085 | ↘13 679 | ↘12 665 | ↘12 636 | ↘12 615 |
| 2013    | 2014    | 2015    | 2016    | 2017    | 2018    | 2019    | 2020    | 2021    |
| ↘12 472 | ↘12 283 | ↘12 178 | ↘12 112 | ↘12 073 | ↘11 943 | ↘11 842 | ↘11 617 | ↘10 987 |

По данным переписи 2002 года на территории района проживало 14085 человек, переписи 2010 года — 12665 человек, между переписями население района сократилось на 11,21 %. Из общего населения района 45,16 % населения проживало в районном центре селе Дебёсы. Средняя плотность населения — 12,26 чел./км². Район занимает 19-е место по численности населения и 13-е место по плотности среди муниципальных районов Удмуртии. На 1 января 2013 года, из 61 населённого пункта района 4 не имели постоянного населения.
В 2011 году рождаемость составила 19,9 ‰, смертность — 15,6 ‰, естественный прирост населения — 4,3 ‰, при среднем по Удмуртии — 1,0 ‰. В 2011 году миграционная убыль населения составила 77 человек (разница между числом выбывших и прибывших на территорию района).

### Национальный состав
По результатам переписи 2002 года, среди населения района удмурты составляли 79 %, русские — 19,7 %. Дебёсский район один из 16 сельских районов республики, где удмурты составляют большинство.

## Административное деление
В Дебёсский район как административно-территориальную единицу входят 10 сельсоветов. Сельсоветы (сельские администрации) одноимённы образованным в их границах сельским поселениям.
В муниципальный район входили 10 муниципальных образований со статусом сельских поселений.
| №  | Бывшее сельское поселение | Административный центр | Количество населённых пунктов | Население | Площадь, км2 |
| -- | ------------------------- | ---------------------- | ----------------------------- | --------- | ------------ |
| 1  | Большезетымское           | деревня Большой Зетым  | 6                             | ↘484      | 51,77        |
| 2  | Дебёсское                 | село Дебёсы            | 2                             | ↘5859     | 55,79        |
| 3  | Заречномедлинское         | деревня Заречная Медла | 5                             | ↘997      | 111,99       |
| 4  | Котегуртское              | деревня Котегурт       | 3                             | ↘279      | 55,90        |
| 5  | Нижнепыхтинское           | деревня Нижняя Пыхта   | 7                             | ↘568      | 179,16       |
| 6  | Старокычское              | деревня Старый Кыч     | 10                            | ↘789      | 139,25       |
| 7  | Сюрногуртское             | деревня Сюрногурт      | 6                             | ↘758      | 105,15       |
| 8  | Тольенское                | село Дебёсы            | 11                            | ↘767      | 169,04       |
| 9  | Тыловайское               | село Тыловай           | 5                             | ↘632      | 71,37        |
| 10 | Уйвайское                 | деревня Уйвай          | 6                             | ↘295      | 93,61        |

### Населённые пункты
В Дебёсский район входит 61 населённый пункт.
| №  | Населённый пункт             | Тип     | Население | Бывшее сельское поселение |
| -- | ---------------------------- | ------- | --------- | ------------------------- |
| 1  | Аняшур                       | деревня | ↗40       | Старокычское              |
| 2  | Ариково                      | деревня | ↘180      | Нижнепыхтинское           |
| 3  | Бадзимошур                   | деревня | ↗67       | Сюрногуртское             |
| 4  | Берёзовка                    | деревня | ↗49       | Тольенское                |
| 5  | Бибаньгурт                   | деревня | →0        | Большезетымское           |
| 6  | Большая Кизня                | деревня | ↘167      | Заречномедлинское         |
| 7  | Большая Чепца                | деревня | →69       | Нижнепыхтинское           |
| 8  | Большой Зетым                | деревня | ↘309      | Большезетымское           |
| 9  | Ваня-Чумо                    | деревня | ↘8        | Тольенское                |
| 10 | Варни                        | деревня | ↗222      | Тольенское                |
| 11 | Верхний Сылызь               | деревня | →0        | Большезетымское           |
| 12 | Верхний Четкер               | деревня | ↘115      | Старокычское              |
| 13 | Верхний Шудзялуд             | деревня | ↘45       | Тыловайское               |
| 14 | Гордъяр                      | деревня | →0        | Котегуртское              |
| 15 | Дебёсы                       | село    | ↘5663     | Дебёсское                 |
| 16 | Дзилья                       | деревня | ↘62       | Старокычское              |
| 17 | Жилые Дома Кирпичного Завода | деревня | ↘100      | Большезетымское           |
| 18 | Заречная Медла               | деревня | ↘560      | Заречномедлинское         |
| 19 | Иваны                        | деревня | ↘6        | Уйвайское                 |
| 20 | Ирым                         | деревня | ↗143      | Сюрногуртское             |
| 21 | Кедзя                        | деревня | ↘38       | Старокычское              |
| 22 | Комары                       | деревня | ↘60       | Нижнепыхтинское           |
| 23 | Косолюк                      | деревня | ↘60       | Котегуртское              |
| 24 | Котегурт                     | деревня | ↗296      | Котегуртское              |
| 25 | Котешур                      | деревня | ↘32       | Старокычское              |
| 26 | Леваньгурт                   | деревня | ↘1        | Большезетымское           |
| 27 | Легомувыр                    | деревня | ↘45       | Уйвайское                 |
| 28 | Лесагурт                     | деревня | →173      | Тольенское                |
| 29 | Лобаны                       | деревня | ↗1        | Нижнепыхтинское           |
| 30 | Малая Кизня                  | деревня | ↘18       | Заречномедлинское         |
| 31 | Малая Чепца                  | деревня | ↘196      | Дебёсское                 |
| 32 | Малый Зетым                  | деревня | ↘123      | Большезетымское           |
| 33 | Марково                      | деревня | ↘14       | Уйвайское                 |
| 34 | Наговицыно                   | деревня | ↗37       | Сюрногуртское             |
| 35 | Нижний Тыловай               | деревня | ↘133      | Тыловайское               |
| 36 | Нижний Шудзялуд              | деревня | ↘110      | Старокычское              |
| 37 | Нижняя Пыхта                 | деревня | ↘278      | Нижнепыхтинское           |
| 38 | Новые Сири                   | деревня | ↘2        | Тольенское                |
| 39 | Нюровай                      | деревня | ↘51       | Сюрногуртское             |
| 40 | Орехово                      | деревня | ↘7        | Старокычское              |
| 41 | Портурнес                    | деревня | →0        | Тольенское                |
| 42 | Роготнево                    | деревня | ↘37       | Нижнепыхтинское           |
| 43 | Сенькагурт                   | деревня | ↘19       | Тольенское                |
| 44 | Смольники                    | деревня | ↘53       | Сюрногуртское             |
| 45 | Старый Зяногурт              | деревня | ↗40       | Уйвайское                 |
| 46 | Старый Кыч                   | деревня | ↘189      | Старокычское              |
| 47 | Сюрногурт                    | деревня | ↗530      | Сюрногуртское             |
| 48 | Такагурт                     | деревня | ↘294      | Старокычское              |
| 49 | Тольен                       | деревня | ↗270      | Тольенское                |
| 50 | Тольёнский                   | починок | →0        | Тольенское                |
| 51 | Турнес                       | деревня | ↗94       | Тольенское                |
| 52 | Тыловай                      | село    | ↘482      | Тыловайское               |
| 53 | Удмуртский Лем               | деревня | ↗241      | Заречномедлинское         |
| 54 | Уйвай                        | деревня | ↘307      | Уйвайское                 |
| 55 | Уйвай-Медла                  | деревня | ↘133      | Заречномедлинское         |
| 56 | Урдумошур                    | деревня | ↘96       | Тыловайское               |
| 57 | Усть-Медла                   | деревня | ↘64       | Нижнепыхтинское           |
| 58 | Чепык                        | деревня | ↗70       | Тольенское                |
| 59 | Шуралуд                      | деревня | ↗12       | Старокычское              |
| 60 | Ягвай                        | деревня | ↗19       | Уйвайское                 |
| 61 | Ягвуково                     | деревня | ↘17       | Тыловайское               |

Упразднённые населённые пункты
- 2004 год — деревни Верхний Чепык[36].

## Символика района
Официальными символами муниципального района являются герб и флаг, отражающие исторические, культурные, национальные и иные местные традиции и особенности.
Флаг  утверждён решением Дебёсского районного Совета депутатов Удмуртской Республики от 24 августа 2006 года.
Флаг муниципального образования «Дебёсский район» представляет собой прямоугольное полотнище красного цвета с отношением ширины к длине 2:3, воспроизводящее композицию герба муниципального образования «Дебёсский район». В верхней части полотнища размещено изображение височной подвески «Шунды-Мумы» (Мать Солнца) — стилизованное изображением женщины, держащей в поднятых вверх руках полукольцо с шаром на нём. Под ним — изображение серебряной стрелы, окружённой ветками золотой ленты, образующими подобие положенной на бок цифры 8 или математического знака ∞.
Флаг муниципального образования «Дебёсский район» Удмуртской Республики составлен на основании герба муниципального образования «Дебёсский район», в соответствии с традициями и правилами геральдики и отражает исторические, культурные, социально-экономические, национальные и иные местные традиции.
Муниципальное образование «Дебёсский район» расположено в северо-восточной части Удмуртской Республики. На севере, западе и юге граничит с Кезским, Игринским и Шарканским районами Удмуртии, на востоке — с Пермским краем. Дебёсский район образован 15 июля 1929 года. По рельефу местности район делится на 3 части: северная — возвышенность, южная — отроги Верхнекамской возвышенности, средненизменная — долина реки Чепцы.
Район богат историческими корнями. На протяжении V—VII веков чепецкие первопоселенцы адаптировались к местным природно-климатическим условиям, освоив Чепецкое поречье. По правобережью реки Чепцы сооружались городища — укреплённые поселения. В VIII—IX веках здесь наблюдается положительный сдвиг в развитии комплексного хозяйства, основанного на подсечном земледелии, скотоводстве, охоте и рыболовстве.
Археологические раскопки Варнинского могильника, расположенного в Дебёсском районе, дают богатый материал об укладе жизни предков. Там найдена, в частности, литая височная подвеска «Шунды-Мумы» (Мать Солнца) в виде женской фигуры с поднятыми к небу руками, держащими солнце. Она изготавливалась из серебра и покрывалась позолотой. Выяснилось также, что на вершине горы Байгурезь (правобережье реки Чепцы) находилось городище, относящееся ко второй половине I тысячелетия н. э.
В создании официальных символов муниципального образования «Дебёсский район» основными составляющими образами явились: золотая височная подвеска «Шунды-Мумы», вотская стрела, гора Байгурезь — памятник природы, старый Сибирский тракт — своеобразный музей под открытым небом, река Чепца.
По территории района проходит старый Сибирский тракт, северная (из Санкт-Петербурга) и южная (из Москвы) ветки которого соединились в селе Дебёсы в 1797 году. Тракт играл важную роль в экономической и культурной жизни России XVIII—XIX веков.

## Местное самоуправление
Государственная власть в районе осуществляется на основании Устава, структуру органов местного самоуправления муниципального района составляют:
1. Районный Совет депутатов — представительный орган местного самоуправления, в составе 30 депутатов, избирается каждые 5 лет.
2. Глава муниципального образования — высшее должностное лицо района, избирается Советом из своего состава. Должность Главы района занимает — Глухов Александр Леонидович.
3. Администрация муниципального образования — исполнительно-распорядительный орган муниципального района. Глава Администрации района назначается на должность Советом по результатам конкурса. Должность Главы Администрации района занимает — Иванов Андрей Серафимович.

## Социальная инфраструктура
Система образования района включает 15 школ, в том числе 5 средних, школу искусств и 17 детских садов. Медицинскую помощь населению оказывают 2 учреждения здравоохранения, 23 фельдшерско-акушерских пункта. Также в районе действуют 24 сельских клуба и клубных учреждения, 17 библиотек и музей (в том числе 2 филиала).

## Люди, связанные с районом
- Ярославцев, Александр Егорович — Герой Советского Союза.
- Чувашова, Наталья Петровна (1916—2003) — советский передовик производства в сельском хозяйстве. Депутат Верховного Совета РСФСР 5-го созыва (1959—1963). Герой Социалистического Труда (1960). Почётный гражданин Дебёсского района (15.10.1999 — «За многолетний производительный труд, за высокие трудовые достижения в сельском хозяйстве района, активное участие в защите Родины, воспитании молодого поколения»).